# Liga Nacional de Futsal de 2021
A Liga Nacional de Futsal de 2021 foi a 26ª edição da Liga Nacional de Futsal, a principal competição de clubes de futsal do Brasil, organizada pela Confederação Brasileira de Futsal (CBFS). Devido à pandemia de COVID-19 no Brasil, a fórmula do ano anterior foi mantida, sendo que as equipes foram divididas em três grupos sendo um de sete clubes cada e outros dois de oito, com os clubes classificados avançando para os confrontos eliminatórios da fase final.
A TV Brasil permanece como detentora da transmissão pela TV aberta, após acordo com TFW Marketing Esportivo e a produtora PW. Em 2021, passou a ser exibido também pela TV Cultura.

## Regulamento
Esta edição marca a manutenção do regulamento  da Liga Nacional de Futsal 2020, na qual será dividida em chaves. Isto ocorre devido à pandemia de COVID-19 no Brasil. Assim sendo, as equipes foram divididas em três grupos sendo um de sete clubes cada e dois de oito clubes, sendo que os grupos A e B possuem clubes da região Sul do Brasil, enquanto os do grupo C integram as regiões Sudeste e Centro-Oeste do país.
Durante a primeira fase, as equipes jogam entre si dentro da sua chave em jogos de ida e volta. Os cinco melhores colocados de cada grupo, juntamente com o sexto melhor colocado avançam ao mata-mata, formando o grupo de dezesseis clubes, semelhante as edições passadas, para a disputa dos play-offs eliminatórios.
Além disso, protocolos de higiene para esta edição incluem partidas sem público até o final da competição, distanciamento social de atletas e membros da comissão técnica, ambientes ventilados e realização de testes para o COVID-19 conforme necessário.

## Participantes
Um total de 23 franquias disputam a Liga Nacional de Futsal na temporada 2021, 19 delas são remanescentes da temporada 2019, havendo duas novas equipes, o paranaense Marechal Futsal e o sulmatogrossense Juventude Futsal que estreiam no torneio.
| Equipe               | Cidade                  | Estado | Em 2020      | Ginásio (mando)                  | Capacidade | Títulos                           |
| -------------------- | ----------------------- | ------ | ------------ | -------------------------------- | ---------- | --------------------------------- |
| Assoeva              | Venâncio Aires          | RS     | 14º          | Parque do Chimarrão              | 5 000      | 0 (não possui)                    |
| Atlântico            | Erechim                 | RS     | 11º          | CER Atlântico                    | 3 500      | 0 (não possui)                    |
| Blumenau             | Blumenau                | SC     | 20º          | Ginásio B do Sesi                | 5 000      | 0 (não possui)                    |
| Brasília Futsal      | Brasília                | DF     | 21º          | GPAR do Cruzeiro                 |            | 0 (não possui)                    |
| Campo Mourão         | Campo Mourão            | PR     | 15º          | Valternei de Oliveira            | 1 000      | 0 (não possui)                    |
| Carlos Barbosa       | Carlos Barbosa          | RS     | 6º           | Sérgio Luiz Guerra               | 5 000      | 5 (2001, 2004, 2006, 2009 e 2015) |
| Cascavel             | Cascavel                | PR     | 7º           | Neva                             | 1 200      | 1 (2021)                          |
| Corinthians Paulista | São Paulo               | SP     | 2º           | Parque São Jorge                 | 6 834      | 1 (2016)                          |
| Foz Cataratas        | Foz do Iguaçu           | PR     | 16º          | Ginásio Costa Cavalcanti         | 1 200      | 0 (não possui)                    |
| Santo André Intelli  | São Carlos              | SP     | 18º          | Ginásio Adib Moisés Dib          | 8 000      | 2 (2012, 2013)                    |
| Jaraguá              | Jaraguá do Sul          | SC     | 19º          | Arena Jaraguá                    | 8 500      | 4 (2005, 2007, 2008, 2010)        |
| Joaçaba              | Joaçaba                 | SC     | 13º          | Centro de Eventos da UNOESC      | 2 800      | 0 (não possui)                    |
| Joinville            | Joinville               | SC     | 3º           | Centreventos Cau Hansen          | 4 000      | 1 (2017)                          |
| Juventude Futsal     | Dourados                | MS     | Não disputou | Ginásio de Esportes da UNIGRAN   |            | 0 (não possui)                    |
| Magnus               | Sorocaba                | SP     | 1º           | Arena Sorocaba                   | 4 000      | 2 (2014 e 2020)                   |
| Marreco              | Francisco Beltrão       | PR     | 17º          | Arrudão                          | 2 600      | 0 (não possui)                    |
| Marechal Futsal      | Marechal Cândido Rondon | PR     | Não disputou | Ney Braga                        | 2 600      | 0 (não possui)                    |
| Minas                | Belo Horizonte          | MG     | 10º          | Arena Vivo                       | 3 600      | 0 (não possui)                    |
| Pato Futsal          | Pato Branco             | PR     | 5º           | Dolivar Lavarda                  | 1 600      | 2 (2018, 2019)                    |
| Praia Clube          | Uberlândia              | MG     | 8º           | Ginásio Municipal Tancredo Neves | 8 000      | 0 (não possui)                    |
| São José             | São José dos Campos     | SP     | 12º          | Tênis Clube                      | 2 500      | 0 (não possui)                    |
| Tubarão              | Tubarão                 | SC     | 4º           | Arena Multiuso Estener Soratto   | 3 500      | 0 (não possui)                    |
| Umuarama             | Umuarama                | PR     | 9º           | Ginásio Amário Vieira da Costa   | 4 800      | 0 (não possui)                    |

## Primeira fase

### Classificação

#### Grupo A
|  | Classificados para os playoffs |
|  | Eliminados                     |

| Pos | Times               | Pts | J  | V | E | D | GP | GC | SG  |
| --- | ------------------- | --- | -- | - | - | - | -- | -- | --- |
| 1   | Magnus              | 24  | 12 | 7 | 3 | 2 | 42 | 27 | 15  |
| 2   | Joaçaba             | 24  | 12 | 7 | 3 | 2 | 37 | 31 | 6   |
| 3   | São José            | 18  | 12 | 6 | 0 | 6 | 27 | 31 | -4  |
| 4   | Intelli/Santo André | 18  | 12 | 5 | 3 | 4 | 30 | 20 | 10  |
| 5   | Corinthians         | 15  | 12 | 4 | 3 | 5 | 29 | 29 | 0   |
| 6   | Jaraguá             | 12  | 12 | 3 | 3 | 6 | 26 | 32 | -6  |
| 7   | Umuarama            | 6   | 12 | 1 | 3 | 8 | 18 | 39 | -21 |

#### Grupo B
|  | Classificados para os playoffs |
|  | Eliminados                     |

| Pos | Times          | Pts | J  | V  | E | D  | GP | GC | SG  |
| --- | -------------- | --- | -- | -- | - | -- | -- | -- | --- |
| 1   | Carlos Barbosa | 34  | 14 | 10 | 4 | 0  | 42 | 24 | 18  |
| 2   | Cascavel       | 32  | 14 | 10 | 2 | 2  | 40 | 23 | 17  |
| 3   | Joinville      | 26  | 14 | 8  | 2 | 4  | 45 | 31 | 14  |
| 4   | Atlântico      | 20  | 14 | 6  | 2 | 6  | 37 | 33 | 4   |
| 5   | Blumenau       | 15  | 14 | 4  | 3 | 7  | 34 | 43 | -9  |
| 6   | Assoeva        | 14  | 14 | 4  | 2 | 8  | 35 | 43 | -8  |
| 7   | Juventude      | 13  | 14 | 4  | 1 | 9  | 28 | 41 | -13 |
| 8   | Marreco        | 5   | 14 | 1  | 2 | 11 | 22 | 45 | -23 |

#### Grupo C
|  | Classificados para os playoffs       |
|  | Classificado como melhor 6º colocado |
|  | Eliminados                           |

| Pos | Times         | Pts | J  | V | E | D  | GP | GC | SG  |
| --- | ------------- | --- | -- | - | - | -- | -- | -- | --- |
| 1   | Foz Cataratas | 26  | 14 | 8 | 2 | 4  | 51 | 37 | 14  |
| 2   | Campo Mourão  | 24  | 14 | 7 | 3 | 4  | 40 | 25 | 15  |
| 3   | Marechal      | 23  | 14 | 7 | 2 | 5  | 37 | 41 | -4  |
| 4   | Tubarão       | 23  | 14 | 7 | 2 | 5  | 32 | 36 | -4  |
| 5   | Minas         | 19  | 14 | 5 | 4 | 5  | 30 | 24 | 6   |
| 6   | Praia Clube   | 16  | 14 | 4 | 4 | 6  | 36 | 40 | -4  |
| 7   | Pato Futsal   | 16  | 14 | 4 | 4 | 6  | 36 | 44 | -8  |
| 8   | Brasília      | 10  | 14 | 3 | 1 | 10 | 31 | 46 | -15 |

### Ranking dos sextos colocados
|  | Classificado como melhor 6º colocado |
|  | Eliminados                           |

| Pos | Times       | Pts | J  | V | E | D | GP | GC | SG |
| --- | ----------- | --- | -- | - | - | - | -- | -- | -- |
| 1   | Praia Clube | 16  | 14 | 4 | 4 | 6 | 36 | 40 | -4 |
| 2   | Assoeva     | 14  | 14 | 4 | 2 | 8 | 35 | 43 | -8 |
| 3   | Jaraguá     | 12  | 12 | 3 | 3 | 6 | 26 | 32 | -6 |

## Fase Final
|  | Oitavas de final               | Oitavas de final               | Oitavas de final               | Oitavas de final               |                |                | Quartas de final    | Quartas de final    | Quartas de final    |  |                | Semifinais          | Semifinais          | Semifinais          |  |        | Final               | Final               | Final               | Final               | Final               |
|  | 24 de outubro a 01 de novembro | 24 de outubro a 01 de novembro | 24 de outubro a 01 de novembro | 24 de outubro a 01 de novembro |                |                | 05 a 15 de novembro | 05 a 15 de novembro | 05 a 15 de novembro |  |                | 21 a 29 de novembro | 21 a 29 de novembro | 21 a 29 de novembro |  |        | 12 e 19 de dezembro | 12 e 19 de dezembro | 12 e 19 de dezembro | 12 e 19 de dezembro | 12 e 19 de dezembro |
|  |                                |                                |                                |                                |                |                |                     |                     |                     |  |                |                     |                     |                     |  |        |                     |                     |                     |                     |                     |
|  | 1A                             | Magnus                         | 1                              | 3                              |                |                |                     |                     |                     |  |                |                     |                     |                     |  |        |                     |                     |                     |                     |                     |
|  | 6C                             | Praia Clube                    | 1                              | 1                              |                |                |                     |                     |                     |  |                |                     |                     |                     |  |        |                     |                     |                     |                     |                     |
|  | 6C                             | Praia Clube                    | 1                              | 1                              |                | Magnus         | 3                   | 3(1)                |                     |  |                |                     |                     |                     |  |        |                     |                     |                     |                     |                     |
|  |                                |                                |                                |                                |                | Magnus         | 3                   | 3(1)                |                     |  |                |                     |                     |                     |  |        |                     |                     |                     |                     |                     |
|  |                                | Joinville                      | 2                              | 4(0)                           |                |                |                     |                     |                     |  |                |                     |                     |                     |  |        |                     |                     |                     |                     |                     |
|  | 3B                             | Joinville                      | 2                              | 4(0)                           | Joinville      | 5              | 5                   |                     |                     |  |                |                     |                     |                     |  |        |                     |                     |                     |                     |                     |
|  | 3B                             |                                |                                |                                | Joinville      | 5              | 5                   |                     |                     |  |                |                     |                     |                     |  |        |                     |                     |                     |                     |                     |
|  | 4A                             | Intelli/Santo André            | 0                              | 0                              |                |                |                     |                     |                     |  |                |                     |                     |                     |  |        |                     |                     |                     |                     |                     |
|  | 4A                             | Intelli/Santo André            | 0                              | 0                              |                |                |                     |                     |                     |  | Magnus         | 1                   | 5                   |                     |  |        |                     |                     |                     |                     |                     |
|  |                                |                                |                                |                                |                |                |                     |                     |                     |  | Magnus         | 1                   | 5                   |                     |  |        |                     |                     |                     |                     |                     |
|  |                                | Foz Cataratas                  | 1                              | 1                              |                |                |                     |                     |                     |  |                |                     |                     |                     |  |        |                     |                     |                     |                     |                     |
|  | 1C                             | Foz Cataratas                  | 1                              | 1                              | Foz Cataratas  | 2              | 5(0)                |                     |                     |  |                |                     |                     |                     |  |        |                     |                     |                     |                     |                     |
|  | 1C                             |                                |                                |                                | Foz Cataratas  | 2              | 5(0)                |                     |                     |  |                |                     |                     |                     |  |        |                     |                     |                     |                     |                     |
|  | A5                             | Corinthians                    | 4                              | 1(0)                           |                |                |                     |                     |                     |  |                |                     |                     |                     |  |        |                     |                     |                     |                     |                     |
|  | A5                             | Corinthians                    | 4                              | 1(0)                           |                | Foz Cataratas  | 2                   | 3                   |                     |  |                |                     |                     |                     |  |        |                     |                     |                     |                     |                     |
|  |                                |                                |                                |                                |                | Foz Cataratas  | 2                   | 3                   |                     |  |                |                     |                     |                     |  |        |                     |                     |                     |                     |                     |
|  |                                | São José                       | 2                              | 1                              |                |                |                     |                     |                     |  |                |                     |                     |                     |  |        |                     |                     |                     |                     |                     |
|  | 3C                             | São José                       | 2                              | 1                              | Marechal       | 2              | 2(0)                |                     |                     |  |                |                     |                     |                     |  |        |                     |                     |                     |                     |                     |
|  | 3C                             |                                |                                |                                | Marechal       | 2              | 2(0)                |                     |                     |  |                |                     |                     |                     |  |        |                     |                     |                     |                     |                     |
|  | 3A                             | São José                       | 3                              | 0(2)                           |                |                |                     |                     |                     |  |                |                     |                     |                     |  |        |                     |                     |                     |                     |                     |
|  | 3A                             | São José                       | 3                              | 0(2)                           |                |                |                     |                     |                     |  |                |                     |                     |                     |  | Magnus | 1                   | 0                   |                     |                     |                     |
|  |                                |                                |                                |                                |                |                |                     |                     |                     |  |                |                     |                     |                     |  | Magnus | 1                   | 0                   |                     |                     |                     |
|  |                                | Cascavel                       | 3                              | 6                              |                |                |                     |                     |                     |  |                |                     |                     |                     |  |        |                     |                     |                     |                     |                     |
|  | 1B                             | Cascavel                       | 3                              | 6                              | Carlos Barbosa | 1              | 5                   |                     |                     |  |                |                     |                     |                     |  |        |                     |                     |                     |                     |                     |
|  | 1B                             |                                |                                |                                | Carlos Barbosa | 1              | 5                   |                     |                     |  |                |                     |                     |                     |  |        |                     |                     |                     |                     |                     |
|  | 5C                             | Minas                          | 0                              | 0                              |                |                |                     |                     |                     |  |                |                     |                     |                     |  |        |                     |                     |                     |                     |                     |
|  | 5C                             | Minas                          | 0                              | 0                              |                | Carlos Barbosa | 2                   | 3(1)                |                     |  |                |                     |                     |                     |  |        |                     |                     |                     |                     |                     |
|  |                                |                                |                                |                                |                | Carlos Barbosa | 2                   | 3(1)                |                     |  |                |                     |                     |                     |  |        |                     |                     |                     |                     |                     |
|  |                                | Atlântico                      | 6                              | 2(1)                           |                |                |                     |                     |                     |  |                |                     |                     |                     |  |        |                     |                     |                     |                     |                     |
|  | 2C                             | Atlântico                      | 6                              | 2(1)                           | Campo Mourão   | 1              | 1                   |                     |                     |  |                |                     |                     |                     |  |        |                     |                     |                     |                     |                     |
|  | 2C                             |                                |                                |                                | Campo Mourão   | 1              | 1                   |                     |                     |  |                |                     |                     |                     |  |        |                     |                     |                     |                     |                     |
|  | 4B                             | Atlântico                      | 4                              | 3                              |                |                |                     |                     |                     |  |                |                     |                     |                     |  |        |                     |                     |                     |                     |                     |
|  | 4B                             | Atlântico                      | 4                              | 3                              |                |                |                     |                     |                     |  | Carlos Barbosa | 2                   | 4(0)                |                     |  |        |                     |                     |                     |                     |                     |
|  |                                |                                |                                |                                |                |                |                     |                     |                     |  | Carlos Barbosa | 2                   | 4(0)                |                     |  |        |                     |                     |                     |                     |                     |
|  |                                | Cascavel                       | 4                              | 1(1)                           |                |                |                     |                     |                     |  |                |                     |                     |                     |  |        |                     |                     |                     |                     |                     |
|  | 2A                             | Cascavel                       | 4                              | 1(1)                           | Joaçaba        | 7              | 4                   |                     |                     |  |                |                     |                     |                     |  |        |                     |                     |                     |                     |                     |
|  | 2A                             |                                |                                |                                | Joaçaba        | 7              | 4                   |                     |                     |  |                |                     |                     |                     |  |        |                     |                     |                     |                     |                     |
|  | 5B                             | Blumenau                       | 4                              | 3                              |                |                |                     |                     |                     |  |                |                     |                     |                     |  |        |                     |                     |                     |                     |                     |
|  | 5B                             | Blumenau                       | 4                              | 3                              |                | Joaçaba        | 2                   | 3                   |                     |  |                |                     |                     |                     |  |        |                     |                     |                     |                     |                     |
|  |                                |                                |                                |                                |                | Joaçaba        | 2                   | 3                   |                     |  |                |                     |                     |                     |  |        |                     |                     |                     |                     |                     |
|  |                                | Cascavel                       | 2                              | 5                              |                |                |                     |                     |                     |  |                |                     |                     |                     |  |        |                     |                     |                     |                     |                     |
|  | 2B                             | Cascavel                       | 2                              | 5                              | Cascavel       | 3              | 6                   |                     |                     |  |                |                     |                     |                     |  |        |                     |                     |                     |                     |                     |
|  | 2B                             |                                |                                |                                | Cascavel       | 3              | 6                   |                     |                     |  |                |                     |                     |                     |  |        |                     |                     |                     |                     |                     |
|  | 4C                             | Tubarão                        | 3                              | 1                              |                |                |                     |                     |                     |  |                |                     |                     |                     |  |        |                     |                     |                     |                     |                     |

## Classificação geral
| Pos | Equipes             | Pts | J  | V  | E | D  | GP | GC | SG  | Classificação ou eliminação     |
| --- | ------------------- | --- | -- | -- | - | -- | -- | -- | --- | ------------------------------- |
| 1   | Cascavel            | 49  | 22 | 15 | 4 | 3  | 71 | 38 | 33  | Campeão                         |
| 2   | Magnus              | 35  | 20 | 10 | 5 | 5  | 60 | 46 | 14  | Vice-campeão                    |
| 3   | Carlos Barbosa      | 46  | 20 | 14 | 4 | 2  | 59 | 37 | 22  | Eliminados nas semifinais       |
| 4   | Foz Cataratas       | 34  | 20 | 10 | 4 | 6  | 65 | 51 | 14  | Eliminados nas semifinais       |
| 5   | Joinville           | 35  | 18 | 11 | 2 | 5  | 61 | 37 | 24  | Eliminados nas quartas de final |
| 6   | Joaçaba             | 31  | 16 | 9  | 4 | 3  | 53 | 45 | 8   | Eliminados nas quartas de final |
| 7   | Atlântico           | 29  | 18 | 9  | 2 | 7  | 52 | 40 | 12  | Eliminados nas quartas de final |
| 8   | São José            | 22  | 16 | 7  | 1 | 8  | 33 | 40 | -7  | Eliminados nas quartas de final |
| 9   | Marechal            | 26  | 16 | 8  | 2 | 6  | 41 | 44 | -3  | Eliminados nas oitavas de final |
| 10  | Campo Mourão        | 24  | 16 | 7  | 3 | 6  | 42 | 32 | 10  | Eliminados nas oitavas de final |
| 11  | Tubarão             | 24  | 16 | 7  | 3 | 6  | 36 | 45 | -9  | Eliminados nas oitavas de final |
| 12  | Minas               | 19  | 16 | 5  | 4 | 7  | 30 | 30 | 0   | Eliminados nas oitavas de final |
| 13  | Intelli/Santo André | 18  | 14 | 5  | 3 | 6  | 30 | 30 | 0   | Eliminados nas oitavas de final |
| 14  | Corinthians         | 18  | 14 | 5  | 3 | 6  | 34 | 36 | -2  | Eliminados nas oitavas de final |
| 15  | Praia Clube         | 17  | 16 | 4  | 5 | 7  | 38 | 44 | -6  | Eliminados nas oitavas de final |
| 16  | Blumenau            | 15  | 16 | 4  | 3 | 9  | 41 | 54 | -13 | Eliminados nas oitavas de final |
| 17  | Pato Futsal         | 16  | 14 | 4  | 4 | 6  | 36 | 44 | -8  | Eliminados na fase de grupos    |
| 18  | Assoeva             | 14  | 14 | 4  | 2 | 8  | 35 | 43 | -8  | Eliminados na fase de grupos    |
| 19  | Juventude           | 13  | 14 | 4  | 1 | 9  | 28 | 41 | -13 | Eliminados na fase de grupos    |
| 20  | Jaraguá             | 12  | 12 | 3  | 3 | 6  | 26 | 32 | -6  | Eliminados na fase de grupos    |
| 21  | Brasília            | 10  | 14 | 3  | 1 | 10 | 31 | 46 | -15 | Eliminados na fase de grupos    |
| 22  | Umuarama            | 6   | 12 | 1  | 3 | 8  | 18 | 39 | -21 | Eliminados na fase de grupos    |
| 23  | Marreco             | 5   | 14 | 1  | 2 | 11 | 22 | 45 | -23 | Eliminados na fase de grupos    |